# كهرباء

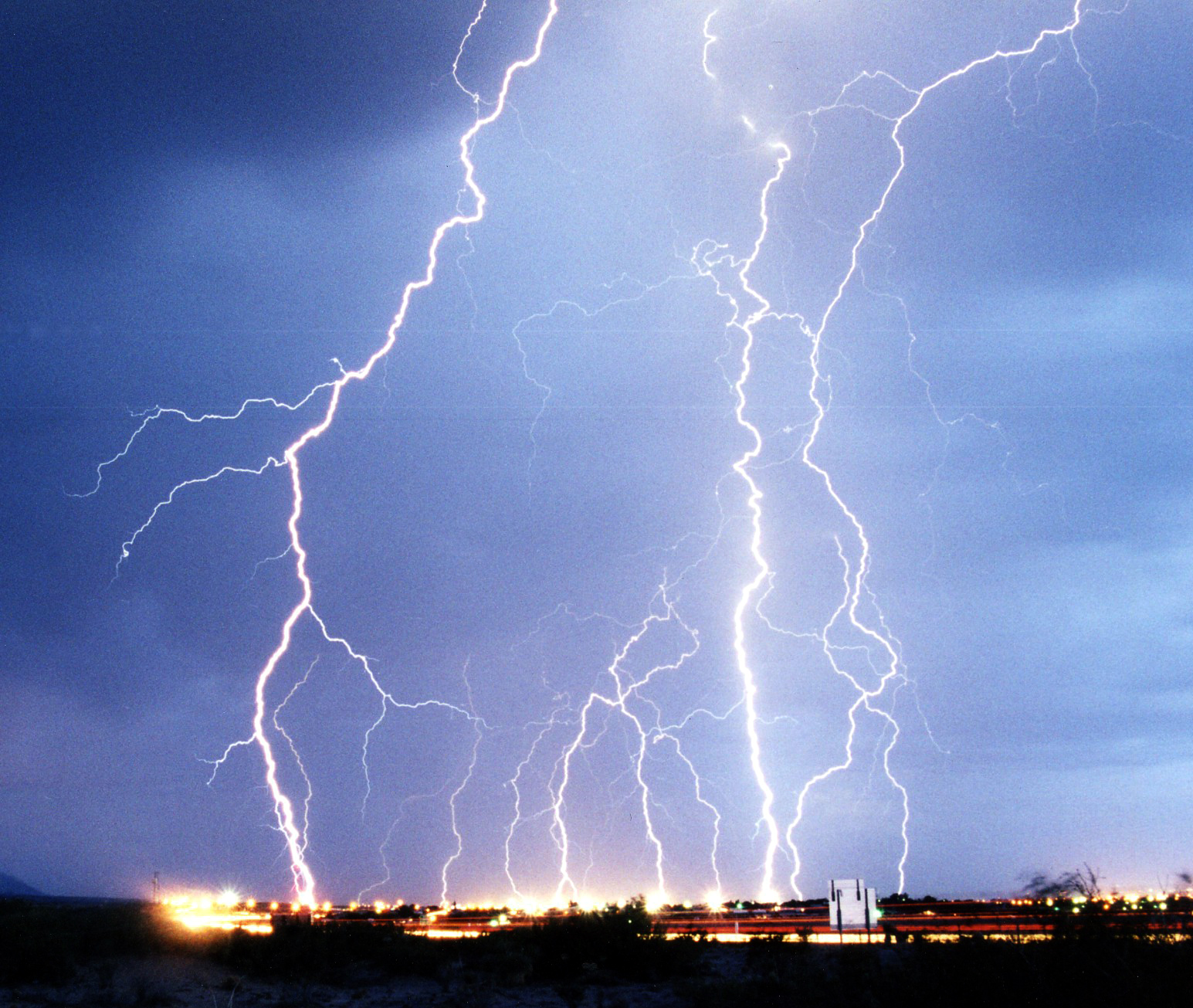
البرق: أحد أبرز الظواهر الطبيعية التي تدل على الكهرباء.

الكَهْرَبَاءُ (بفتح الراء وليس بِضَمِّهَا) اسم يضم مجموعة متنوعة من الظواهر الناتجة عن وجود شحنة كهربائية وتدفقها. وتضم هذه الظواهر البرق والكهرباء الساكنة. ولكنها تحتوي على مفاهيم أقل شيوعًا مثل المجال الكهرومغناطيسي والحث الكهرومغناطيسي.
أما في الاستخدام العام، فمن المناسب استخدام كلمة «كهرباء» للإشارة إلى عدد من التأثيرات الفيزيائية. ولكن في الاستخدام العلمي، يعد المصطلح غامضًا. كما أن هذه المفاهيم المتعلقة به يُفضل تعريفها وفقًا لمصطلحات أكثر دقة كما يلي:
- الشحنة الكهربائية: هي خاصية لبعض الجسيمات دون الذرية تحدد التفاعلات الكهرومغناطيسية الخاصة بها. فالمادة المشحونة كهربائيًا تتأثر بالمجالات الكهرومغناطيسية وتنتجها.
- التيار الكهربائي: هو تحرك أو تدفق الجسيمات المشحونة كهربائيًا، ويُقاس عادةً بالأمبير.
- المجال الكهربائي: هو تأثير تنتجه شحنة كهربائية في غيرها من الشحنات الموجودة بالقرب منها.
- الجهد الكهربائي: قدرة المجال الكهربائي على الشغل، ويُقاس عادةً بوحدة الفولت.
- الكهرومغناطيسية: هي التفاعل الأساسي الذي يحدث بين المجال المغناطيسي ووجود الشحنة الكهربائية وحركتها.

خضعت الظواهر الكهربائية للدراسة منذ القِدم، إلا أن علم الكهرباء لم يشهد أي تقدم حتى القرنين السابع عشر والثامن عشر. ومع ذلك فقد ظلت التطبيقات العملية المتعلقة بالكهرباء قليلة العدد، ولم يتمكن المهندسون من تطبيق علم الكهرباء في الحقل الصناعي والاستخدامات السكنية إلا في أواخر القرن التاسع عشر. وقد أدى التقدم السريع في تكنولوجيا الكهرباء في ذلك الوقت إلى إحداث تغييرات في المجال الصناعي وفي المجتمع أيضًا. كما أن الاستعمالات المتعددة والمذهلة للكهرباء كمصدر من مصادر الطاقة أظهر إمكانية استخدامها في عدد كبير من التطبيقات مثل المواصلات والتدفئة والإضاءة والاتصالات والحساب. فأساس المجتمع الصناعي الحديث يعتمد على استخدام الطاقة الكهربائية، ويمكن التكهن بأن الاعتماد على الطاقة الكهربائية سيستمر في المستقبل.

## وجه التسمية
الكهرباء لفظ فارسي مركب من كاه أي القش ومن رُبَای أي الجاذب، ومعناها جميعا جاذب القش؛ والمراد بكلمة كهربا في الفارسية هو الكهرمان المسمى بالعربية العنبر الأشهب، أما المقصود من كلمة الكهرباء في العربية فهو «جاذبية الكهرمان» والتي كانت تسمى بالعربية خاصية الكهرباء فحذفوا كلمة الخاصية واكتفوا بلفظ الكهرباء. وبذلك تحول من الفارسية إلى العربية من معنى الفاعل (الجاذب) إلى معنى الفاعلية (الجاذبية).
الكهرمان اسمه باليونانية الإيلقطرون (معرب ἤλεκτρον إيلكترون أي ذو البريق، ومنه الإلكترون عند الفيزيائيين، وعليه تسمية الكهرباء في الفارسية برق)، واشتق منه اسم فاعليتيه فسمي إلكترسمس (ηλεκτρ‌ισμός) للدلالة على الكهرباء. أما باللاتينية فالكلمة للكهرباء هي إيلكترستاس (ēlectricitās)، وهي مشتقة من إيلكتركس (ēlectricus) أي شبيه الكهرمان.

## تاريخ

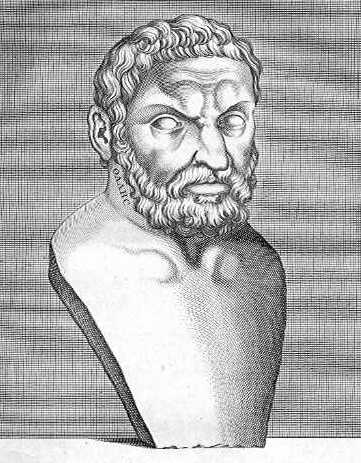
طاليس، أول باحث في الكهرباء.

قبل معرفة الكهرباء بفترة طويلة، كان الناس على دراية بالصدمات التي يحدثها سمك الرعاش، وقد أشارت النصوص التي تركها قدماء المصريين، والتي يرجع تاريخها إلى سنة 2750 قبل الميلاد، إلى هذه الأسماك باسم «صاعقة نهر النيل»، كما وصفوها بأنها حامية جميع الأسماك الأخرى. وبعد حوالي ألف عام، أشار إليها أيضًا الإغريق والرومان وعلماء الطبيعة والأطباء المسلمون. ولقد أكد الكتّاب القدامى، مثل بليني الأكبر وسكريبونيس لارجوس على الإحساس بالتنميل الناتج عن الصدمات الكهربائية التي يحدثها سمك السلّور الصاعق وأنقليس الرعاد الكهربائي. كما اكتشف هؤلاء الكتّاب أن هذه الصدمات يمكن أن تنتقل عبر الأجسام الموصلة. وبجميع الأحوال، ينسب أقدم وأقرب أسلوب لاكتشاف ماهية البرق والكهرباء الصادرة عن أي مصدر آخر إلى العرب الذين أطلقوا كلمة «رعد» العربية على الرَّعَّاد قبل القرن الخامس عشر. وقد كان معروفًا في الثقافات القديمة للدول المطلة على البحر الأبيض المتوسط أن هناك أجسامًا معينة مثل قضبان الكهرمان، يمكن حَكِّها بفرو قطة فتجذب الأجسام الخفيفة مثل الريش. وقد قام العالم والفيلسوف الإغريقي، طاليس الملطي، حوالي عام 600 قبل الميلاد بتسجيل مجموعة من الملاحظات تتعلق بالكهرباء الساكنة. وبعد هذه الملاحظات، توصل إلى أن الاحتكاك يحول الكهرمان إلى مادة مغناطيسية. وعلى عكس ذلك، لا تحتاج المعادن، مثل الماغنتيت المعروف باسم أكسيد الحديد الأسود، إلى عملية الاحتكاك حتى تكتسب صفة المغناطيسية. إلا أن طاليس كان مخطئًا في اعتقاده بأن سبب الانجذاب هو التأثير المغناطيسي، فقد أثبتت الأبحاث العلمية فيما بعد وجود علاقة بين المغناطيسية والكهرباء. ووفقًا لإحدى النظريات المثيرة للجدل، فقد عرف البارثيون، إحدى شعوب بلاد فارس، الطلاء الكهربائي وفقًا لما أفادت المعلومات التي تحصلت من اكتشاف بطارية بغداد عام 1936. وعلى الرغم من أن هذه البطارية تشبه الخلية الجلفانية، فإنه من غير المؤكد ما إذا كانت ذات طبيعة كهربية أم لا.

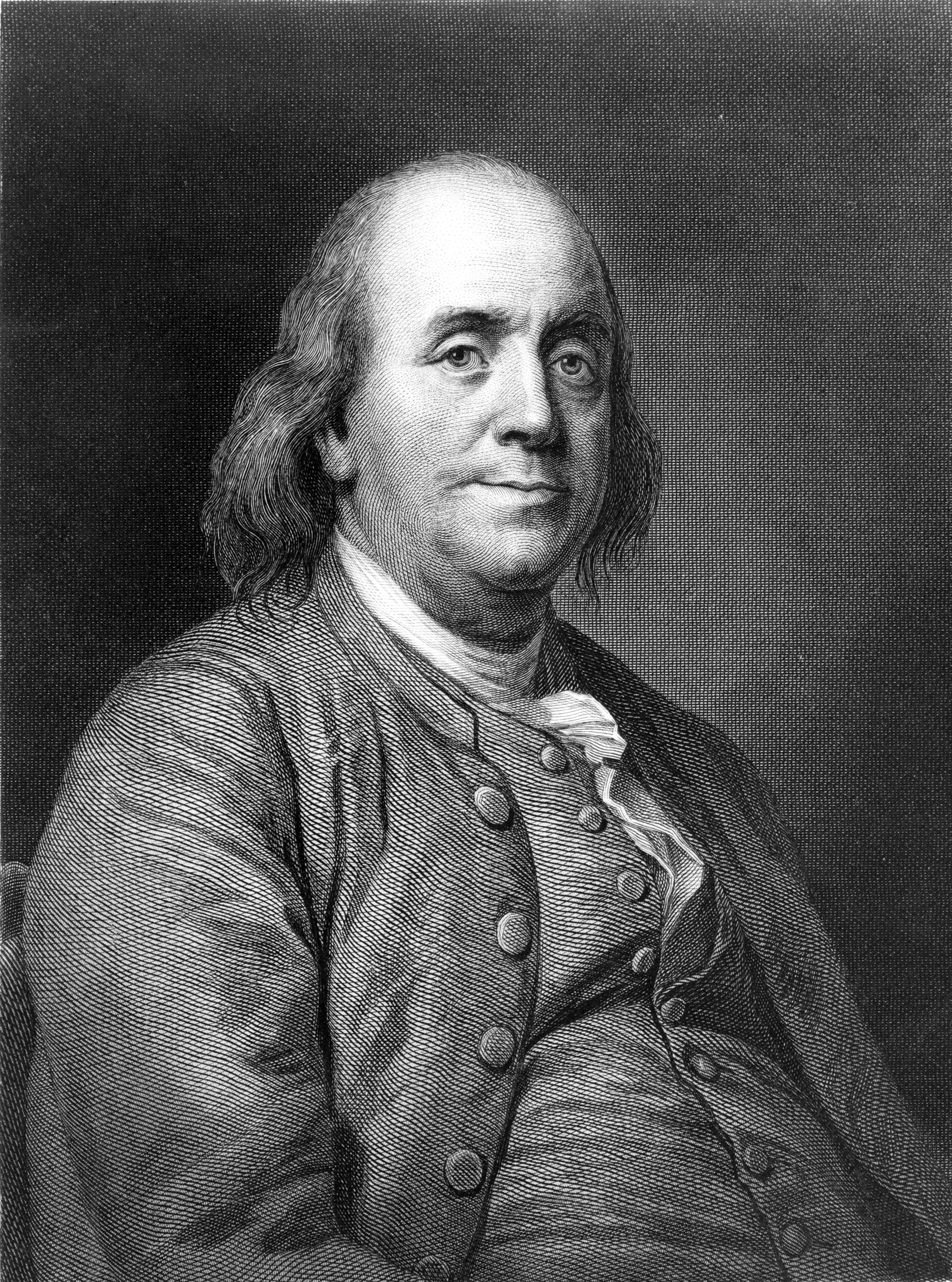
بنيامين فرانكلين، أبرز العلماء والباحثين في مجال الكهرباء، حيث أجرى أبحاثًا شاملة حول هذا الموضوع في القرن الثامن عشر.

ظلت الكهرباء لا تعني أكثر من مجرد فضول فكري لآلاف السنين حتى عام 1600. ففي ذلك العام، أجرى الطبيب الإنجليزي ويليام جيلبرت دراسة دقيقة حول الكهرباء والمغناطيسية، وفرّق فيها بين تأثير حجر المغناطيس والكهرباء الساكنة التي تنتج عن احتكاك مادة الكهرمان. وابتكر كلمة "electricus" وهي باللغة اللاتينية الجديدة («من الكهرمان» أو «شبيه الكهرمان»، ومأخوذة من "ήλεκτρον" أي «إلكترون»، وهي المرادف اليوناني لكلمة «كهرمان») للإشارة إلى خاصية جذب الأجسام الصغيرة بعد حكها.

أدى هذا الارتباط إلى إبراز الكلمتين "Electric" و"Electricity" اللتين ظهرتا لأول مرة في كتاب توماس براون «الأخطاء الشائعة» (باللاتينية: Pseudodoxia Epidemica) الذي صدر عام 1646.

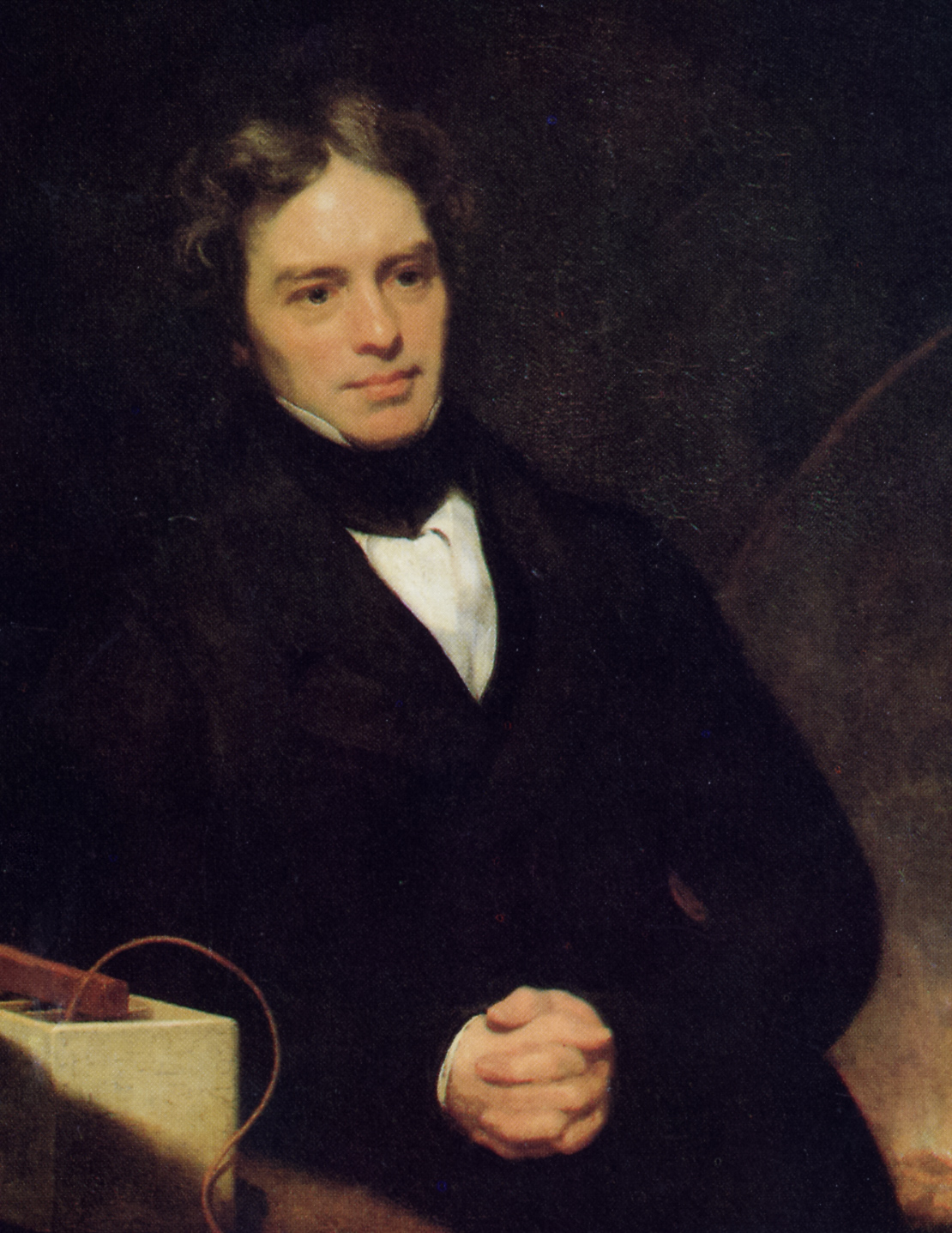
مايكل فاراداي، واضع أسس تقنية المحرك الكهربائي.

وقد قدم أوتو فون جيريك وروبرت بويل وستيفن جراي وسي إف ديو فاي المزيد من الأعمال. وأجرى بنيامين فرانكلين في القرن الثامن عشر أبحاثًا شاملة بشأن الكهرباء، حتى أنه اضطر إلى بيع ممتلكاته لتمويل أبحاثه. وقيل أنه في شهر حزيران/يونيو من سنة 1752، قام بربط مفتاح معدني أسفل خيط طائرة ورقية رطب وأطلق الطائرة في سماء تنذر بهبوب عاصفة. ثم لاحظ مجموعة متلاحقة من الشرارات تخرج من المفتاح إلى ظهر يده، الأمر الذي برهن على أن البرق ذو طبيعة كهربائية بالفعل.

نشر لودجي جالفاني عام 1791 اكتشافه الخاص بالكهرباء الحيوية الذي أظهر أن الكهرباء هي الوسيط الذي تقوم من خلاله الخلايا العصبية بنقل الإشارات إلى العضلات.
وفي عام 1800، اخترع أليساندرو فولتا أول بطارية كهربائية وأطلق عليها اسم «البطارية الفولتية». وكانت مصنوعة من طبقات متوالية من الزنك والنحاس. ولقد مَدّت هذه البطارية العلماء بمصدر للطاقة الكهربائية يمكن الاعتماد عليه أكثر من الماكينات الإلكتروستاتية  التي كانت تُستخدم من قبل. ويرجع الفضل في التعرّف على الكهرومغناطيسية، أي وحدة الظواهر الكهربية والمغناطيسية، إلى هانز كريستيان أورستد وأندريه-ماري أمبير في الفترة الممتدة بين عامي 1819 و1820، ثم اخترع مايكل فاراداي المحرك الكهربائي عام 1821. كما قام جورج أوم بتحليل الدائرة الكهربائية حسابيًا عام 1827.
وعلى الرغم من أن أوائل القرن التاسع عشر شهدت تقدمًا سريعًا في علم الكهرباء، فإن أواخر القرن نفسه شهدت أعظم تقدم في مجال الهندسة الكهربائية. وتحولت الكهرباء من مجرد فضول علمي مُحير إلى أداة رئيسية لا غنى عنها في الحياة العصرية وأصبحت القوة الدافعة للثورة الصناعية الثانية. وكل ذلك تحقق بفضل بعض الأشخاص مثل نيقولا تسلا وتوماس إديسون وأوتو بلاثي وجورج ويستنغهاوس وإرنست ويرنر فون سيمنز وألكسندر غراهام بيل واللورد ويليام تومسون، بارون كلفن الأول.

## مفاهيم شائعة

### الشحنة الكهربائية
الشحنة الكهربائية هي خاصية موجودة في مجموعة معينة من الجسيمات دون الذرية، وهي سبب توليد القوة الكهرومغناطيسية فضلاً عن تفاعلها معها. وتعد القوة الكهرومغناطيسية واحدة من القوى الأساسية الأربعة في الطبيعة. وتنشأ الشحنة في الذرة التي يعد الإلكترون والبروتون أشهر حامليها. كما أنها كمية مخزنة، أو بمعنى آخر، أن الشحنة الكائنة داخل نظام معزول ستظل ثابتة بغض النظر عن أي تغييرات تحدث داخل هذا النظام ومن الممكن أن تنتقل الشحنة بين الأجسام داخل النظام، إما عن طريق الاتصال المباشر أو المرور من خلال مادة موصلة، مثل السلك. ويشير مصطلح "الكهرباء الساكنة" إلى وجود (أو عدم توازن بين) شحنات على الجسم. وعادةً ما يحدث ذلك عندما يتم حك المواد المختلفة معًا فتنتقل الشحنة من مادة إلى أخرى.

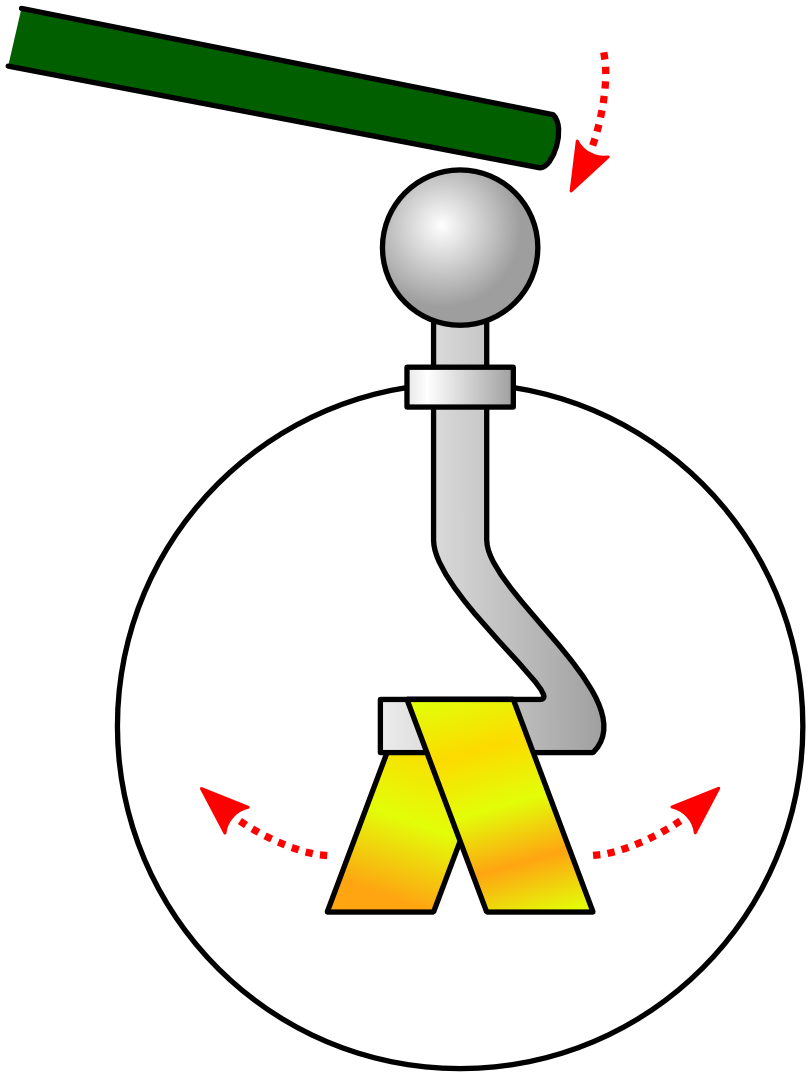
تتسبب الشحنة الكهربائية الموجودة على المكشاف الكهربائي ذهبي الوريقات في تنافرهما بشكل واضح.

إن وجود شحنة كهربائية هو ما يولد القوة الكهرومغناطيسية: إذ أن الشحنات تدفع بعضها البعض بالقوة، وهذا التأثير كان معروفًا منذ قديم الزمن على الرغم من عدم فهمه. فمن الممكن شحن كرة خفيفة الوزن معلقة بسلك عن طريق ملامستها لقضيب من الزجاج مشحون من خلال حَكِّه في قطعة من القماش. وفي حالة شحن كرة أخرى مماثلة بقضيب الزجاج نفسه، يُلاحظ أنها تتنافر مع الكرة الأولى؛ حيث أن الشحنة الكهربائية ستدفع الكرتين بعيدًا عن بعضهما البعض. كما تتنافر الكرتان المشحونتان عن طريق ملامستهما لقضيب من الكهرمان تم حَكِّه في قطعة من القماش. ومع ذلك، إذا تم شحن الكرة الأولى بقضيب الزجاج والثانية بقضيب الكهرمان، فستنجذبان إلى بعضهما البعض. وقد قام تشارلي أوجستين دو كولوم ببحث هذه الظواهر في القرن الثامن عشر وتوصل إلى أن الشحنة الكهربائية تظهر في شكلين متقابلين. وأدى هذا الاكتشاف إلى المسلمة المعروفة القائلة إن: «الشحنات الكهربائية المتشابهة تتنافر والمختلفة تتجاذب».
إن القوة تعمل على الجسيمات المشحونة نفسها، ومن ثم تميل الشحنة إلى الانتشار بشكل متساوٍ قدر الإمكان على سطح موصل. سواء كانت تجاذب أم تنافر من خلال قانون كولوم الذي يكوّن علاقة بين القوة وحاصل ضرب الشحنات، وبين القوة والتربيع العكسي للمسافة بينها. أدى هذا الاكتشاف إلى البديهية الشهيرة: «قوة التنافر بين جسمين كرويين صغيرين مشحونين بالنوع نفسه من الكهرباء يتناسبان عكسيًا مع مربع المسافة بين مركزيهما».
تعد القوة الكهرومغناطيسية قوية جدًا، وتحتل المرتبة الثانية فقط من حيث القوة في التفاعلات القوية. ولكن بخلاف تلك القوة، يمتد تأثير الكهرومغناطيسية عبر جميع المسافات. ومقارنةً بقوة الجاذبية الأكثر ضعفًا، فإن القوة الكهرومغناطيسية التي تدفع إلكترونين بعيدًا عن بعضهما أكبر من قوة التجاذب التثاقلي التي تجذبهما معًا بحوالي 1042 مرة.
تتقابل الشحنة الكهربائية الموجودة على الإلكترونات والبروتونات، ولذلك يوصف مقدار الشحنة بأنه سالب أو موجب. وقد جرت العادة على اعتبار الشحنة التي تحملها الإلكترونات سالبة والتي تحملها البروتونات موجبة. وبدأت هذه العادة مع أعمال بنيامين فرانكلين.
 يُرمز إلى مقدار الشحنة عادةً بالرمز "Q" ويُعبر عنه بوحدة الكولوم.
ويحمل كل إلكترون الشحنة نفسها والتي تساوي تقريبًا -1.6022×10−19 كولوم.
ويحمل البروتون شحنة متعادلة ومتقابلة، تساوي +1.6022×10−19 كولوم.
ولا تنحصر الشحنة الكهربائية في المادة فقط، بل توجد كذلك في المادة المضادة. فكل جسيم مضاد يحمل شحنة متعادلة ومتقابلة مع الجسيم المماثل له.
بالإضافة إلى ذلك، من الممكن قياس الشحنة الكهربائية بعدة وسائل، مثل المكشاف الكهربي ذهبي الوريقات والذي يحتوي على شريطين رقيقين من أوراق الذهب متدليين في إناء زجاجي فيبتعدان عن بعضهما البعض عندما يشحنان، وتعتمد زاوية ابتعادهما على كمية الشحنة. وعلى الرغم من أن استخدام هذا المكشاف مستمر حتى الآن في التجارب الإيضاحية داخل الفصول الدراسية، فإن الإلكترومتر الإلكتروني قد حل محله.

### التيار الكهربائي
تُعرف حركة الشحنة الكهربائية باسم التيار الكهربائي الذي تقاس شدته عادةً بوحدة الأمبير. ويتكون التيار الكهربائي من أية جسيمات مشحونة ومتحركة. وتعد الإلكترونات الأكثر شيوعًا بين هذه الجسيمات، ولكن أي شحنة متحركة يمكنها أن تكون تيارًا. ووفقًا لما هو متعارف عليه، فإن التيار الموجب يُعَرّف بأنه التيار المتدفق في الاتجاه نفسه الذي تتدفق فيه أية شحنة موجبة يحملها؛ أو أنه التيار المتدفق من أقصى طرف موجب في الدائرة الكهربائية إلى أقصى طرف سالب. ويُطلق على هذا النوع من التيارات اسم التيار الاصطلاحي. وبالتالي، تعد حركة الإلكترونات السالبة حول الدائرة الكهربائية ـ وهي أحد أشهر أشكال التيار الكهربائي ـ موجبة في الاتجاه المقابل لاتجاه الإلكترونات. ومع ذلك، فإنه وفقًا للظروف المحيطة يمكن أن يتكون التيار الكهربائي من تدفق الجسيمات المشحونة (الجسيم المشحون) في أيٍّ من الاتجاهين أو حتى في كلا الاتجاهين في وقت واحد. ويشيع استخدام المصطلحين السالب والموجب لتبسيط هذه الحالة.

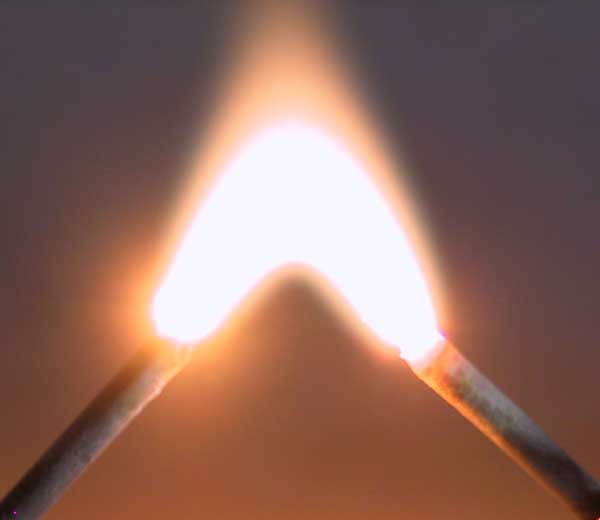
يقدم القوس الكهربائي دليلاً فعالاً على التيار الكهربائي.

علاوةً على ذلك، يُطلق على العملية التي يمر فيها التيار الكهربائي خلال أحد المواد "التوصيل الكهربائي". وتختلف طبيعة التوصيل الكهربائي عن طبيعة الجسيمات المشحونة والمادة التي يمر من خلالها. ومن أمثلة التيارات الكهربائية: التوصيل الفلزي الذي تتدفق فيه الإلكترونات خلال موصل مثل الفلز. بالإضافة إلى ذلك، هناك التحليل الكهربائي الذي تتدفق فيه الأيونات (وهي ذرات مشحونة) خلال السوائل. في حين تتحرك الجسيمات نفسها ببطء تام، ليصل متوسط سرعة الانسياق أحيانًا إلى أجزاء من المليمتر في الثانية، فإن المجال الكهربائي الذي تتدفق فيه هذه الجسيمات ينتشر في حد ذاته بسرعة مقاربة لسرعة الضوء، مما يسمح للإشارات الكهربائية بالمرور بسرعة خلال الأسلاك.
يؤدي التيار الكهربائي إلى حدوث عدة تأثيرات ملحوظة ـ كانت تعتبر في الماضي الوسيلة التي يدرك بها الأفراد وجود تيار كهربائي. وقد اكتشف ويليام نيكلسون وأنطوني كارلايل عام 1800 أن بإمكان التيار الكهربائي تحليل الماء من بطارية فولتية، وتُعرف هذه العملية الآن باسم التحليل الكهربائي. وقام مايكل فاراداي بعمل دراسات موسعة في اكتشاف نيكلسون وكارلايل بشكل كبير عام 1833. ويسبب التيار المار من خلال مقاومة نوعًا من التدفئة في المكان المحيط، وهو تأثير كان جيمس بريسكوت قد بحثه حسابيًا عام 1840. ومن أهم الاكتشافات الخاصة بالتيار الكهربائي كان ما توصل إليه هانز كريستيان أورستد بمحض الصدفة عام 1820 عندما كان يحضر إحدى محاضراته. حيث وجد أن التيار الكهربائي في أحد الأسلاك يشوش حركة إبرة البوصلة المغناطيسية، كما اكتشف الكهرومغناطيسية، وهي تفاعل أساسي يحدث بين الكهرباء والمغناطيسات.
يوصف التيار الكهربائي عادةً، في التطبيقات الهندسية وفي المنازل، بأنه إما تيار مستمر أو تيار متردد. ويشير هذان المصطلحان إلى الكيفية التي يتغير بها التيار الكهربائي من حيث الزمن. فالتيار المستمر، الذي يتم إنتاجه من البطارية على سبيل المثال واللازم لتشغيل معظم الأجهزة الإلكترونية يتدفق في اتجاه واحد من الطرف الموجب للدائرة الكهربائية إلى الطرف السالب منها. وفي حالة قيام الإلكترونات بنقل أو حمل هذا التيار المتدفق، وهو الأمر الأكثر شيوعًا، فإنها ستمر في الاتجاه المعاكس. أما التيار المتردد فهو أي تيار ينعكس اتجاهه بشكل متكرر. وغالبًا ما يأخذ هذا التيار شكل موجة جيبية. وبالتالي، يتذبذب التيار المتردد ذهابًا وإيابًا داخل الموصل دون أن تتحرك الشحنة الكهربائية لأي مسافة على مدار الوقت. وتبلغ قيمة متوسط الفترة الزمنية التي يستغرقها التيار المتردد صفرًا. إلا أنه يقوم بتوصيل الطاقة في اتجاه واحد وهو الأول ثم يعكس. ويتأثر التيار المتردد بالخصائص الكهربائية التي يصعب ملاحظتها في حالة الاستقرار التي يتمتع بها التيار المستمر. ومن أمثلة هذه الخصائص: المحاثة والسعة. ومع ذلك، تزيد أهمية هذه الخصائص عندما تتعرض مجموعة من الدوائر الكهربائية لتراوح مؤقت في التيار، مثلما يحدث عند تزويدها بالطاقة لأول مرة.

### المجال الكهربائي
تَحَدّث مايكل فاراداي عن مفهوم المجال الكهربائي، فقال أنه ينشأ من خلال جسم مشحون في الحيز المحيط به، ويُحْدث قوة على أيٍّ من الشحنات الأخرى داخل المجال. ويعمل المجال الكهربائي بين شحنتين بالطريقة نفسها التي يعمل بها مجال الجاذبية بين كتلتين (كتلة). كما يتمدد المجال الكهربائي، مثله في ذلك مثل مجال الجاذبية، إلى ما لا نهاية ويظهر علاقة تربيع عكسي مع المسافة، ومع ذلك، يوجد اختلاف مهم بينهما:
إذ تعمل الجاذبية دائمًا على عنصر الجذب، فتجذب كتلتين نحو بعضهما البعض. بينما قد يتسبب المجال الكهربائي في جذب الجسيمات أو تنافرها. وبما أن الأجسام كبيرة الحجم، مثل الكواكب، لا تحمل عادةً أي صافي شحنة، فإن المجال الكهربائي عن بُعد يساوي صفر. وبالتالي، تعد الجاذبية القوة الغالبة في الكون، على الرغم من ضعفها مقارنةً بالقوى الأخرى.

خطوط المجال المنبعثة من شحنة موجبة فوق موصل مستوي.

بشكل عام، يختلف الحيز الذي يشغله المجال الكهربائي، وتُعرّف شدته في أي نقطة على أنها القوة (لكل وحدة شحنة) التي تشعر بها شحنة ثابتة ومهملة إذا وضعت عند هذه النقطة. ويجب أن تكون الشحنة التصورية، التي يطلق عليها اسم «شحنة اختبار» شديدة الصغر حتى تمنع مجالها الكهربائي من التشويش على المجال الرئيسي. كما ينبغي أن تكون ثابتة حتى تمنع تأثير المجالات المغناطيسية (المجال المغناطيسي). وبما أن المجال الكهربائي يتم تعريفه من منطلق القوة، وبما أن القوة تعتبر متجهًا، يُستخلص من ذلك أن المجال الكهربائي متجه أيضًا وله مقدار واتجاه. وبشكل أدق، يعد المجال الكهربائي مجالاً متجهيًا.
فضلاً عن ذلك، يطلق على دراسة المجالات الكهربائية التي تُحْدثها الشحنات الثابتة اسم الكهرباء الساكنة. ويمكن تصوير المجال الكهربائي من خلال مجموعة من الخطوط التخيلية التي يكون اتجاهها في أي نقطة هو نفسه اتجاه المجال. ويعتبر فاراداي أوّل من قدّم هذا المفهوم.
ولا يزال مصطلح «خطوط القوة» الذي وضعه فاراداي مستعملاً في بعض الأحيان. وتعتبر خطوط المجال بمثابة المسارات التي تُحْدِثها شحنة موجبة؛ لأنها اضطرت للتحرك داخل هذا المجال. ومع ذلك، تعد هذه الخطوط مفهومًا تخيليًا ليس له وجود مادي. ويتخلل المجال الحيز الواقع بين الخطوط. وأما خطوط المجال المنبعثة من الشحنات الثابتة فتتمتع بعدة خصائص رئيسية. الخاصية الأولى هي أنها تنشأ عند الشحنات الموجبة وتنتهي عند الشحنات السالبة، والخاصية الثانية هي وجوب دخولها أي موصل جيد بزوايا قائمة. أما الخاصية الثالثة فهي أنها لا تتقاطع ولا تطوق نفسها.
إن أي جسم موصل أجوف يحمل كل شحناته الكهربائية على سطحه الخارجي. وبناءً على ذلك، فالمجال الكهربائي يساوي صفر في جميع الأماكن الموجودة داخل الجسم. وهذه هي قاعدة التشغيل الرئيسية التي يعتمد عليها قفص فاراداي، وهو عبارة عن هيكل فلزي موصل يعزل ما بداخله عن المؤثرات الكهربية الخارجية. تزيد أهمية الكهرباء الساكنة بشكل خاص عند تصميم عناصر المعدات ذات الجهد العالي. ويوجد حد معين تنتهي عنده شدة المجال الكهربائي التي يمكن مقاومتها بأي وسيط. وبخلاف ذلك، يحدث الانهيار الكهربائي ويسبب القوس الكهربائي وميضًا عابرًا بين الأجزاء المشحونة. فعلى سبيل المثال، يسير الهواء في مسار منحني عبر الفجوات الصغيرة التي تتجاوز عندها شدة المجال الكهربي 30 كيلو فولت لكل سنتيمتر. وفي الفجوات الأكبر، تضعف شدة الانهيار الكهربائي، حيث تصل إلى كيلو فولت لكل سنتيمتر على الأرجح. وأوضح ظاهرة طبيعية تدل على هذا الأمر هي البرق؛ إذ أنه يحدث عندما تنفصل الشحنات الكهربائية في السحاب بفعل الأعمدة الهوائية المرتفعة وعندما تقوم الشحنات برفع المجال الكهربائي في الهواء أكثر مما تحتمل. ومن الممكن أن يزيد الجهد الكهربائي في إحدى سحب البرق الكبيرة حتى يصل إلى 100 ميجا فولت وربما يقوم بتفريغ كمية هائلة من الطاقة قد تصل إلى 250 كيلواط في الساعة.
تتأثر شدة المجال بدرجة كبيرة بالأجسام الموصلة المجاورة، وتزداد شدته خاصةً عندما يضطر إلى الانحناء حول أجسام مدببة الأطراف. ويتم استخدام هذا المبدأ في مانعة الصواعق. وهي عبارة عن عمود معدني ذي طرف مدبب يعمل على امتصاص التيار الكهربائي الناتج من الصواعق، بدلاً من نزوله على المبنى الذي يحميه.

### فرق الجهد الكهربائي

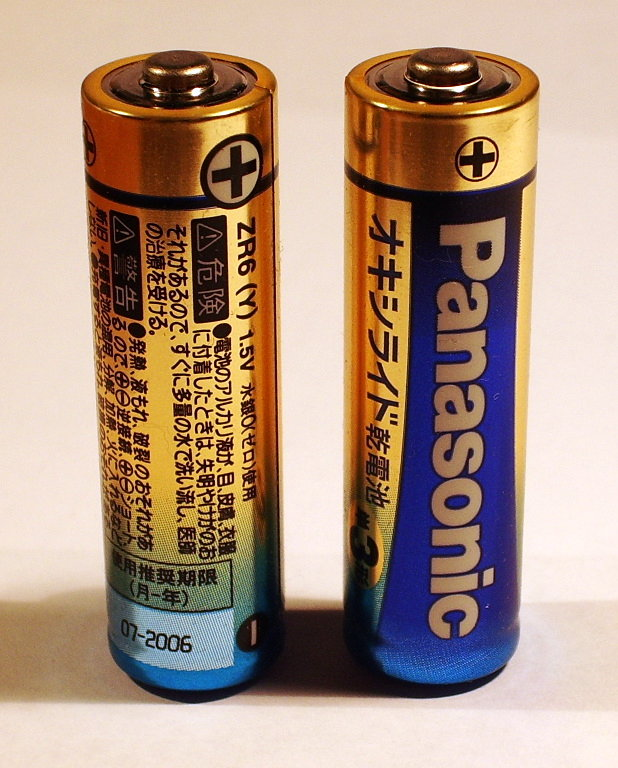
زوج من بطاريات AA، تدل العلامة + على قطبية فروق الجهد الكهربي بين طرفي البطارية.

يرتبط مفهوم الجهد الكهربائي ارتباطًا وثيقًا بالمجال الكهربائي. فالشحنة الصغيرة الموجودة داخل المجال الكهربائي تواجه قوة، ويتطلب نقل هذه الشحنة إلى تلك النقطة المضادة للقوة بعض الشغل. ويتم تعريف الجهد الكهربائي في أي مرحلة على أنه الطاقة اللازمة لجلب وحدة شحنة الاختبار ببطء من بُعد لا نهائي إلى هذه النقطة. ويُقاس الجهد الكهربائي عادةً بوحدة الفولت. والفولت الواحد عبارة عن الجهد الذي يجب أن يستهلكه جول من الشغل لجلب كولوم من الشحنة الكهربائية اللانهائية. وعلى الرغم من أن تعريف الجهد الكهربائي تصوري، فإنه يتضمن جانبًا عمليًا بسيطًا. ويعتبر المفهوم الأكثر أهمية هو فرق الجهد الكهربائي، ويُعَرّف بأنه الطاقة اللازمة لتحريك وحدة شحنة بين نقطتين محددتين. ويتمتع المجال الكهربائي بخاصية مميزة، وهي أنه "محافظ" ـ الأمر الذي يعني أن المسار الذي تتخذه شحنة الاختبار ليست مهما: فكل المسارات بين نقطتين محددتين تستهلك مقدار الطاقة نفسه. وبالتالي، يمكن تحديد قيمة مميزة لفرق الجهد. ويُعرف الفولت بأنه وحدة لقياس ووصف فرق الجهد الكهربائي، حتى أن مصطلح الجهد الكهربائي يزيد استخدامه اليومي بصورة كبيرة.
وفيما يتعلق بالأغراض العملية، من المفيد أن تُحدد نقطة إسناد مشتركة يتم من خلالها التعبير عن الجهود ومقارنتها. وفي حين أن هذا الأمر قد يكون لا نهائيًا، فإن الإسناد الأكثر إفادةً هو كوكب الأرض نفسه الذي يفترض البعض أن جهده لا يتغير في أي مكان. ويطلق على نقطة الإسناد هذه عادةً اسم الأرضي (يطلق عليه باللهجة البريطانية "Earth" وبالأمريكية "Ground"). ويفترض أن الأرض مصدر لا نهائي من كميات متساوية من الشحنات الموجبة والسالبة. وبالتالي، فهي غير مشحونة كهربائيًا وغير قابلة لإعادة للشحن.
الجهد الكهربائي عبارة عن كمية سلمية أو قياسية أي أن له مقدار فقط ولا اتجاه له. ومن الممكن اعتباره مشابهًا للارتفاع: فكما يسقط الجسم الحر عند ارتفاعات مختلفة بفعل الجاذبية، تسقط كذلك الشحنة الكهربائية عند جهود مختلفة بفعل المجال الكهربائي.
وكما تظهر الخرائط المجسمة لخطوط الكفاف التي تبين النقاط المتساوية في الارتفاع، من الممكن رسم مجموعة من الخطوط التي تبين نقاط الجهود الكهربائية المتساوية (والمعروفة باسم تساوي الكمون) حول جسم مشحون ساكنيًا. فهذه الخطوط تمر عبر جميع خطوط القوة بزوايا قائمة. كما يجب أن تمتد بشكل متوازي لسطح الموصل وإلا أدى ذلك إلى إنتاج قوة على حوامل الشحنة ولما أصبح المجال ساكنًا. كان يتم تعريف المجال الكهربائي على أنه القوة المبذولة لكل وحدة شحنة، إلا أن مفهوم الجهد الكهربائي سمح بوضع تعريف مرادف أكثر إفادة ألا وهو أن المجال الكهربائي هو تدرج موضعي للجهد الكهربائي. وعادةً ما يتم التعبير عنه بوحدة الفولت لكل متر، واتجاه متجه المجال الكهربائي عبارة عن خط لأكبر تدرج للجهد وهو الخط الذي تكون فيه خطوط تساوي الجهد قريبة من بعضها البعض.

### كهرومغناطيسية

دوائر المجال المغناطيسي حول تيار كهربائي.

دلل اكتشاف أورستد عام 1821 بوجود مجال مغناطيسي حول جميع جوانب السلك الحامل للتيار الكهربائي، دلل على وجود علاقة مباشرة بين الكهرباء والمغناطيسية. فضلاً عن ذلك، بدا التفاعل مختلفًا عن قوة الجاذبية والقوة الكهربائية الساكنة، وهما قوتا الطبيعة اللتان تم اكتشافهما بعد ذلك. والقوة الواقعة على إبرة البوصلة لم توجهها نحو السلك الحامل للتيار الكهربائي ولا بعيدًا عنه، ولكنها كانت تعمل نحو الزوايا القائمة بالنسبة لها. وفيما يلي كلمات أورستد التي اتسمت بقليل من الغموض: «إن التعارض الكهربائي يعمل بطريقة دوارة». كما اعتمدت القوة على اتجاه التيار، فإذا انعكس التدفق، انعكست القوة كذلك.
في واقع الأمر، لم يستوعب أورستد اكتشافه استيعابًا كاملاً، لكنه لاحظ أن التأثير كان متبادلاً أو عكسيًا، بمعنى أن التيار يبذل قوة على المغناطيس والمجال المغناطيسي يبذل قوة على التيار. وقد بحث أندريه ماري آمبير بشكل أعمق في هذه الظاهرة واكتشف أن السلكين المتوازيين الذين يحملان التيار الكهربائي يبذلان قوة على بعضهما البعض: بمعنى أن السلكين الموصلين للتيار الكهربائي في الاتجاه نفسه ينجذبان لبعضهما البعض، بينما يتنافر السلكان اللذان يحملان التيار في اتجاهات متقابلة. ويتوسط المجال المغناطيسي الذي ينتجه كل تيار هذا التفاعل الذي يُمثل أساس التعريف الدولي لوحدة الأمبير.

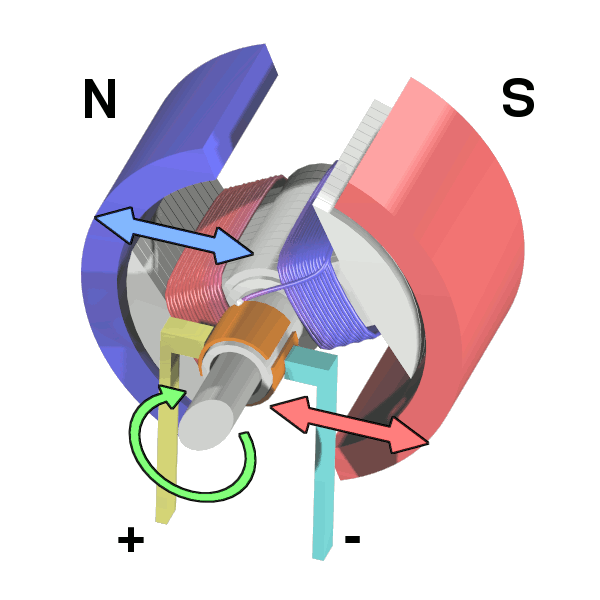
يستخدم المحرك الكهربائي تأثيرًا مهمًا يتعلق بالكهرومغناطيسية: ألا وهو أن التيار الكهربائي المار خلال مجال مغناطيسي يتعرض لقوة في الزوايا القائمة لكل من المجال والتيار.

تُعتبر العلاقة بين المجالات المغناطيسية والتيارات الكهربائية علاقة في غاية الأهمية؛ حيث إنها أدت إلى اختراع مايكل فاراداي للمحرك الكهربائي عام 1821. إذ يتكون محرك فاراداي، وهو محرك أحادي القطب، من مغناطيس دائم موضوع داخل حوض من الزئبق. وقد تم توصيل تيار كهربائي داخل سلك متدلي من مرتكز فوق المغناطيس ومغموس في الزئبق. ويبذل المغناطيس قوة مماسية على السلك مما يجعله يدور حول المغناطيس طوال فترة سريان التيار الكهربائي.
كشفت التجربة التي أجراها فاراداي عام 1831 أن السلك الذي يتحرك بشكل عمودي نحو مجال مغناطيسي يحدث فرق جهد بين طرفيه. كما سمح له التحليل الإضافي لهذه العملية، المعروفة باسم الحث الكهرومغناطيسي، بوضع المبدأ المعروف الآن باسم قانون فاراداي للحث المغناطيسي. وينص هذا القانون على أن فرق الجهد المحثوث داخل دائرة مقفلة يتناسب مع معدل تغير التدفق المغناطيسي خلال الدائرة. وقد تمكن فاراداي من خلال استخدام هذا الاكتشاف من اختراع أول مولّد كهربائي عام 1831. وفي هذا المولّد قام فاراداي بتحويل الطاقة الحركيّة لقرص نحاسي دوار إلى طاقة كهربائية. وعلى الرغم من عدم كفاءة قرص فاراداي وقصوره كمولّد عملي، فإنه أظهر إمكانية توليد قدرة كهربائية باستخدام المغناطيسية. ولقد استفاد من أعقبه من أعماله استفادة كبيرة.
كشفت أعمال كل من فاراداي وأمبير عن أن المجال المغناطيسي المتفاوت في الزمن يعمل كمصدر للمجال الكهربائي، وأن المجال الكهربائي المتغير في الزمن يعمل كمصدر للمجال المغناطيسي. ولذلك، عند تغير زمن أيٍّ من المجالين، يُستحث مجال الآخر بالضرورة. وتتمتع هذه الظاهرة بخصائص الموجة ويُشار إليها عادةً باسم الموجة الكهرومغناطيسية. وقد قام جيمس كليرك ماكسويل بتحليل الموجات الكهرومغناطيسية من الناحية النظرية عام 1864. كما طور ماكسويل مجموعة من المعادلات التي قد تصف بوضوح العلاقة المتبادلة بين المجال الكهربائي والمجال المغناطيسي والشحنة الكهربائية والتيار الكهربائي. وبالإضافة إلى ذلك، تمكن من إثبات أن هذه الموجة ستسير بالضرورة بسرعة الضوء، وبالتالي فإن الضوء نفسه يعد شكلاً من أشكال الإشعاع الكهرومغناطيسي. وتعتبر قوانين ماكسويل التي تعمل على الربط بين الضوء والمجالات والشحنة الكهربائية أحد أعظم إنجازات الفيزياء النظرية.

## الدوائر الكهربائية

دائرة كهربائية أساسية. مُصدر الجهد الكهربائي على الجانب الأيسر يدفع التيار الكهربائي حول الدائرة، فيوصل الطاقة الكهربائية في المقاومة. ويعود التيار من المقاوم إلى المصدر ويكمل الدائرة الكهربائية.

الدائرة الكهربائية عبارة عن ترابط بين المكونات الكهربائية، وتهدف عادةً إلى القيام ببعض المهام المفيدة مع مسار العودة بهدف تمكين الشحنة من الرجوع إلى مصدرها. إن مكونات الدائرة الكهربائية تأخذ أشكالاً عدة، وقد تتضمن هذه الأشكال عناصر مثل المقاومات (المقاوم) والمكثفات (المكثف) والمفاتيح (المفتاح) والمحولات (المحول) والإلكترونيات. وتشمل الدوائر الإلكترونية (الدئرة الكهربائية) مكونات نشطة (مكون نشط)، وتكون عادةً أشباه موصلات (شبه موصل) وتظهر بشكل لا خطي، مما يتطلب تحليلاً معقدًا. أما أبسط المكونات الكهربائية فهي التي توصف بأنها سلبية وخطية. فبينما تقوم هذه المكونات بتخزين الطاقة بشكل مؤقت، فإنها لا تحتوي على مصادر للطاقة. كما أنها تصدر استجابات خطية للمثيرات.
يُحتمل أن المقاوم هو أبسط العناصر السلبية في الدائرة الكهربائية. وكما يوحي اسمه، فهو يقاوم التيار الكهربائي الذي يمر من خلاله ويبدد طاقته الحرارية. والمقاومة هي نتيجة لحركة الشحنة الكهربائية خلال الموصل. فعلى سبيل المثال، ترجع المقاومة في المعادن أساسًا إلى تصادم الإلكترونات بالأيونات. ويعتبر قانون أوم القانون الأساسي لنظرية الدائرة الكهربائية. وينص هذا القانون على أن التيار المار خلال مقاومة في موصل يتناسب طرديًا مع فرق الجهد بين طرفيه. ومقاومة معظم المواد تعد ثابتة نسبيًا على اختلاف درجات الحرارة والتيارات الكهربائية. والمواد التي ينطبق عليها هذه الشروط توصف بأنها «أومية». ولقد أُطلق اسم أوم، وهو وحدة قياس المقاومة، نسبة إلى واضعه جورج أوم ويرمز له بالحرف اليوناني "Ω". إن الرمز "1 Ω" يشير إلى المقاومة التي ستنتج فرق جهد يساوي واحد فولت استجابة لتيار يساوي واحد أمبير.
أما المكثف فعبارة عن جهاز يقوم بتخزين الشحنة الكهربائية، وبالتالي تخزين طاقة كهربائية في المجال الناتج عن هذه العملية. ومن الناحية التصورية، يتكون المكثف من لوحين موصلين تفصل بينهما طبقة رقيقة عازلة. ومن الناحية العملية، يتم لف رقائق معدنية رقيقة معًا مما يزيد من سُمْك منطقة السطح من حيث وحدة حجم والسعة. ووحدة السعة هي الفاراد، وسُميت باسم مايكل فاراداي ويرمز إليها بالرمز "F"، والفاراد الواحد يساوي السعة التي تنشأ عن فرق الجهد البالغ واحد فولت عندما يقوم بتخزين شحنة تساوي واحد كولوم. والمكثف الموصَّل بمورد الجهد الكهربائي يتسبب مبدئيًا في مرور تيار كهربائي؛ حيث إنه يجمع الشحنة الكهربائية. ومع ذلك، يضمحل التيار الكهربائي بمرور الوقت كلما امتلأ المكثف الكهربائي ويصل بالتدريج إلى الصفر. ولذلك، لا يسمح المكثف بمرور تيار في حالة الاستقرار، بل يعوقه.
فضلاً عن ذلك، يعتبر ملف الحث بمثابة موصل، عادةً ما يكون ملف من السلك، يقوم بتخزين الطاقة في المجال المغناطيسي استجابةً للتيار المار به. وعندما يتغير التيار، يتغير المجال المغناطيسي بالتبعية ويحث الجهد الكهربائي بين طرفي الموصل. والجهد المستحث يتناسب مع المعدل الزمني للتغيير في التيار الكهربائي. أما ثابت التناسب فيطلق عليه اسم المحاثة. ووحدة المحاثة هي «هنري»، تيمنًا بجوزيف هنري الذي عاصر فاراداي. وواحد هنري يساوي المحاثة التي تحث فرق الجهد البالغ واحد فولت في حالة تغير التيار المار به بمعدل واحد أمبير لكل ثانية. وتنعكس طريقة عمل ملف الحث في بعض الأحيان على طريقة عمل المكثف، بمعنى أنه يسمح بمرور تيار غير متغير بسهولة ويسر، ولكنه يقاوم مرور التيار سريع التغير.

## الإنتاج والاستخدامات

### توليد الكهرباء

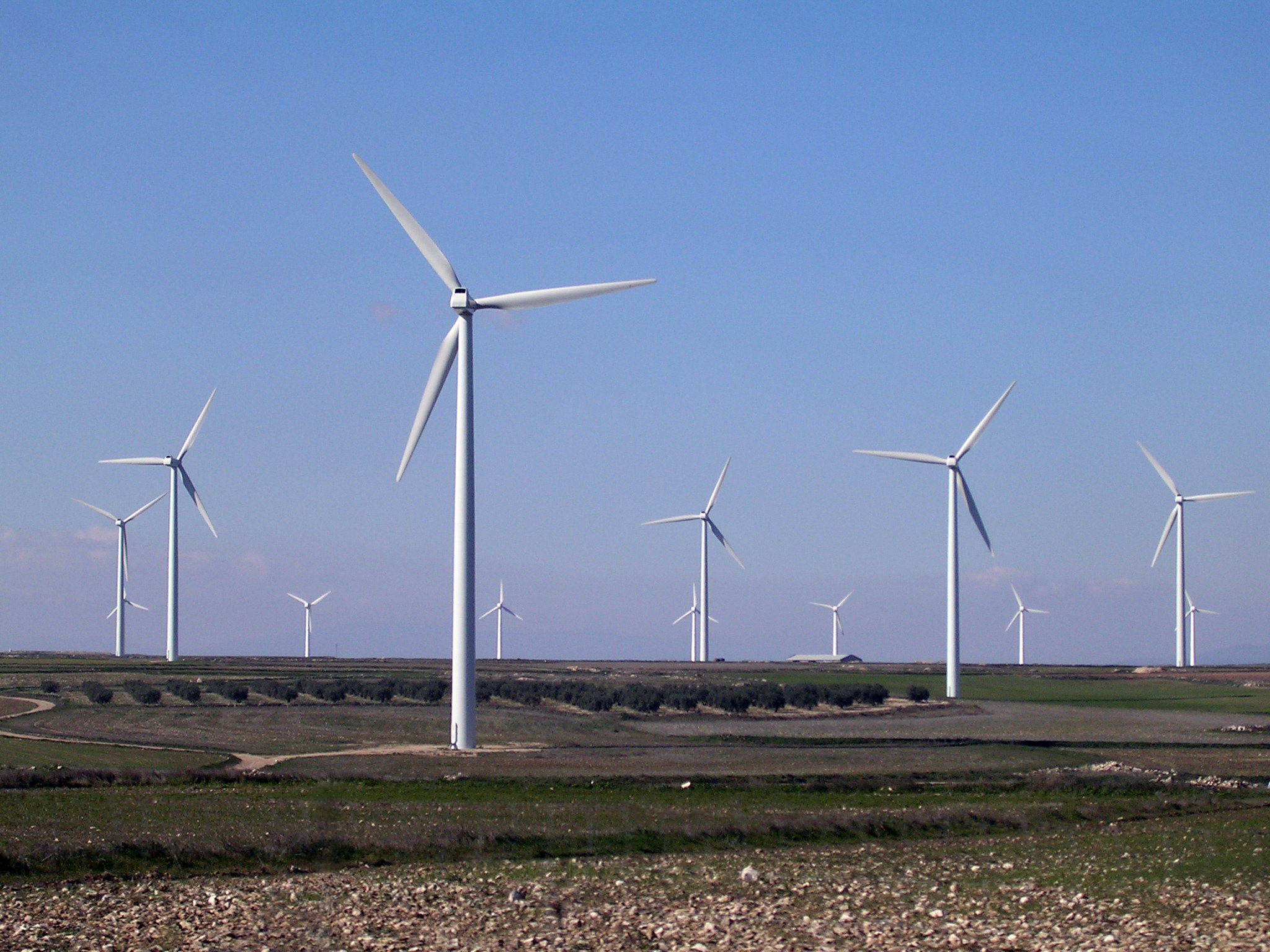
تتمتع طاقة الرياح بأهمية متزايدة في العديد من الدول.

إن التجارب التي أجراها طاليس باستخدام قضبان الكهرمان كانت أولى الدراسات التي أجريت على عملية إنتاج الطاقة الكهربائية. وعلى الرغم من أن هذه الطريقة، المعروفة الآن باسم تأثير كهرباء الاحتكاك، قادرة على رفع الأجسام الخفيفة وكذلك توليد الشرارات، فإنها غير فعالة على الإطلاق. ولم يتم التوصل لمصدر كهربائي فعال إلا بعد اختراع البطارية الفولتية في القرن الثامن عشر. وهذه البطارية وكذلك الطراز الأحدث منها ألا وهو البطارية الكهربائية، تخزن الطاقة بشكل كيميائي وتجعلها متاحة للاستخدام في شكل طاقة كهربائية. وتتميز البطارية بتعدد استخداماتها وتعد مصدرًا شائعًا وقويًا للطاقة ويصلح استخدامها في العديد من التطبيقات. إلا أن قدرتها على تخزين الطاقة محدودة، وبمجرد تفريغ الطاقة المخزنة، يجب التخلص من البطارية أو إعادة شحنها. وبالنسبة للاحتياجات الضخمة من الطاقة الكهربائية، فينبغي توليدها وتحويلها بكميات كبيرة.
عادةً ما تولد الطاقة الكهربائية عن طريق المولدات الحركيّة الكهربائية التي يديرها البخار المنتج من احتراق الوقود الحفري أو الحرارة الناتجة عن التفاعلات النووية. كما تولد الطاقة من مصادر أخرى مثل الطاقة الحركية المستخلصة من الرياح أو الماء المتدفق. ولا تتشابه هذه المولدات مع المولد الذي اخترعه فاراداي عام 1831 وهو عبارة عن مولد أحادي القطب. ولكن لا يزال الاعتماد قائمًا على مبدئه الكهرومغناطيسي القائل إن الموصل الذي يتصل بمجال مغناطيسي متغير يحث فرق جهد عبر طرفيه.
إن اختراع المحول في أواخر القرن التاسع عشر جعل بالإمكان توليد الكهرباء من محطات توليد مركزية عن طريق الاستفادة من وفورات الحجم، ونقل هذه الكهرباء عبر الدول بكفاءة متزايدة.
وبما أنه من الصعب تخزين الطاقة الكهربائية بكميات كبيرة تكفي لتلبية الاحتياجات على المستوى القومي، ينبغي أن يكون الإنتاج بقدر الاحتياج في جميع الأوقات. وهذا الأمر يتطلب أن تتحرى المرافق الكهربائية الدقة في توقعاتها بشأن احتياجاتها الكهربائية وتحافظ على التنسيق المستمر مع محطات توليد الكهرباء. وهناك مقدار معين من عملية التوليد يجب أن يكون احتياطيًا حتى يقلل صدمات الشبكة الكهربائية التي تحدث بسبب الاضطرابات والفواقد التي يتعذر اجتنابها.
وفي واقع الأمر، فإن الطلب على الطاقة الكهربائية يتزايد بسرعة كبيرة كلما زاد تقدم الدولة ونما اقتصادها. وقد كشفت الولايات المتحدة عن تزايد الطلب على الكهرباء بنسبة 12% كل عام على مدار الثلاثة عقود الأولى من القرن العشرين، وهو معدل نمو تشعر به الآن الاقتصادات الناشئة، مثل الهند أو الصين. ومن الناحية التاريخية، زاد معدل نمو الطلب على الطاقة الكهربائية عن صور الطاقة الأخرى.
لقد أدت بعض المخاوف البيئية المتعلقة بتوليد الكهرباء إلى التركيز بشكل متزايد على التوليد من مصادر متجددة، وخاصةً الطاقة المائية وطاقة الرياح. وعلى الرغم من استمرار الجدل حول التأثير البيئي للوسائل المختلفة لإنتاج الطاقة، فإن الصورة النهائية لها نظيفة نسبيًا.

### الاستخدامات

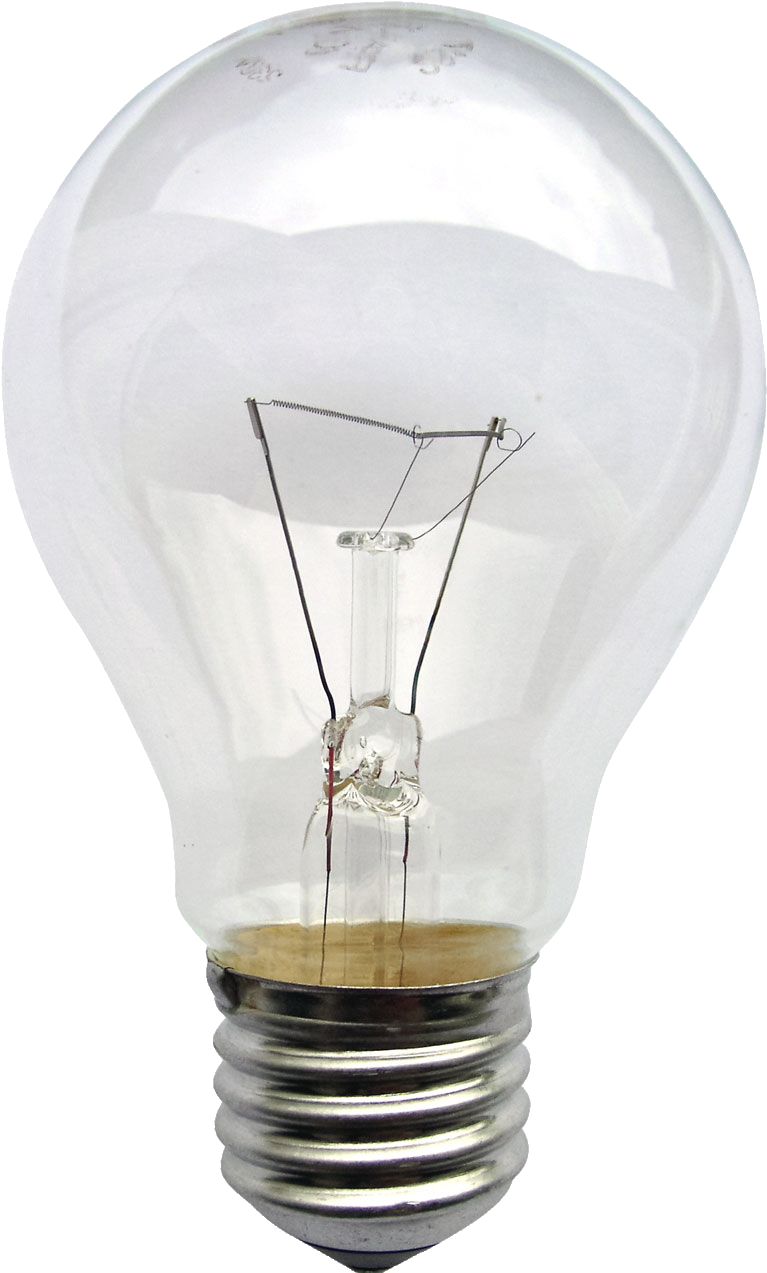
يعمل مصباح الإضاءة، وهو أحد التطبيقات الأولى على الكهرباء، عن طريق التسخين بحرارة جول: فالتيار المار خلال المقاومة يولد الحرارة.

إن الكهرباء صورة مرنة جدًا من صور الطاقة، فهي تلائم عددًا كبيرًا ومتزايدًا من الاستخدامات. وقد كان لاختراع مصباح الإضاءة المتوهج على يد توماس أديسون في السبعينات من القرن التاسع عشر الفضل في أن تصبح الإضاءة واحدةً من أولى التطبيقات المتوفرة من الطاقة الكهربائية. على الرغم من مخاطر الكهرباء، فإن الاستعاضة بها عن اللهب المكشوف للإضاءة المعتمدة على الغاز قللت كثيرًا من مخاطر الحريق داخل البيوت والمصانع.
وقد تم إنشاء مرافق عامة في العديد من المدن لتستهدف سوق الإضاءة الكهربائية الآخذ في الازدهار.
علاوةً على ذلك، كان لتأثير التسخين بحرارة جول المستخدم في مصباح الإضاءة أثرًا مباشرًا في مجال التدفئة الكهربائية. ومع أن هذا التأثير متعدد الاستعمالات ويمكن التحكم فيه، يرى البعض أنه مضيعة للوقت؛ حيث إن معظم عمليات التوليد الكهربائي يلزمها بالفعل إنتاج الحرارة في إحدى محطات توليد الكهرباء.
ولقد سنت عدة دول، مثل الدنمارك، قانونًا يحد أو يمنع من استخدام التدفئة الكهربائية في المباني الجديدة. ومع ذلك، تعد الكهرباء، إلى حد كبير، مصدرًا عمليًا للطاقة يمكن استخدامه في عمليات التبريد، حيث إن تكييف الهواء يمثل أحد القطاعات التي تزيد احتياجاتها للطاقة ـ وهي متطلبات تضطر دائمًا مرافق الكهرباء إلى تلبيتها.
تستخدم الكهرباء في الاتصال عن بُعد. وفي الواقع، كان التلغراف الكهربائي، الذي ابتكره ويليام كوك وتشارلز ويتستون عام 1837، من أوائل تطبيقات الكهرباء في هذا المجال. ومع وضع أول نظام تلغراف عابر للقارات، ثم عبر المحيط الأطلسي، في الستينات من القرن التاسع عشر، سهلت الكهرباء وسائل الاتصال فأصبحت لا تستغرق سوى دقائق معدودة في جميع أنحاء العالم. وعلى الرغم من أن تكنولوجيا الألياف البصرية والاتصال عبر الأقمار الصناعية قد شغلت حصة في سوق نظم الاتصالات، ولكن ما زالت الكهرباء جزءًا أساسيًا من هذه العملية.
فضلاً عن ذلك، تظهر تأثيرات الكهرومغناطيسية بوضوح في المحرك الكهربائي الذي يعد وسيلة نظيفة وفعالة للقدرة المحركة. ويسهل تزويد المحرك الثابت، مثل الرافعة، بمصدر للإمداد بالقدرة. أما المحرك الذي يتحرك مع تطبيقه، مثل السيارة الكهربائية، فيجب أن يحمل معه مصدرًا للقدرة كالبطارية، أو يجمع شحنة كهربائية مستمدة من تماس انزلاقي مثل البانتوجراف، مما يضع قيودًا على مداه أو أدائه.
هذا وتستخدم الأجهزة الإلكترونية المقحل، الذي يعد من أهم الاختراعات في القرن العشرين.
كما أنه وحدة بناء أساسية تدخل في تكوين جميع الدوائر الكهربائية الحديثة. وقد تحتوي الدائرة المتكاملة الحديثة على مليارات من أجهزة المقحل صغيرة الحجم في محيط لا يتجاوز بعض السنتيمترات المربعة.

## الكهرباء والعالم الطبيعي

### التأثيرات الفيزيولوجية
يتسبب تعرض جسم الإنسان لجهد كهربائي في سريان تيار كهربائي عبر الأنسجة. وعلى الرغم من أن العلاقة بين الجهد والتيار الكهربائي لا خطية، فإنه كلما زاد الجهد الكهربائي، اشتد التيار. وبداية الإدراك الحسي لهذا الأمر يختلف باختلاف تردد المصدر ومسار التيار. ولكنه يتراوح ما بين 0.1 مللي أمبير إلى 1 مللي أمبير فيما يختص بكهرباء تردد الموصلات الرئيسية. ومع ذلك من الممكن الكشف عن تيار كهربائي منخفض تصل شدته إلى ميكروأمبير على أنه تأثير الاهتزازات الكهربائية في ظل ظروف معينة.
وفي حالة ارتفاع التيار الكهربائي بالنسبة الكافية، فإنه يتسبب في حدوث تقلص عضلي وارتجاف القلب وحروق في الأنسجة. كما أن غياب أي علامة مرئية تدل على أن أحد الموصلات مشحون كهربيًا يجعل من الكهرباء خطرًا بالغًا. ومن الممكن أن يكون الألم الناجم عن الصدمة الكهربائية شديدًا، مما يؤدي في بعض الأحيان إلى تحول الكهرباء لوسيلة تعذيب. ويطلق على الوفاة التي تنتج عن صدمة كهربائية اسم الصعق الكهربائي. فضلاً عن ذلك، يعد الصعق الكهربائي وسيلة من وسائل تنفيذ الأحكام القضائية في بعض الدول، على الرغم من ندرة استخدامه في الآونة الأخيرة.

### الظواهر الكهربائية في الطبيعة

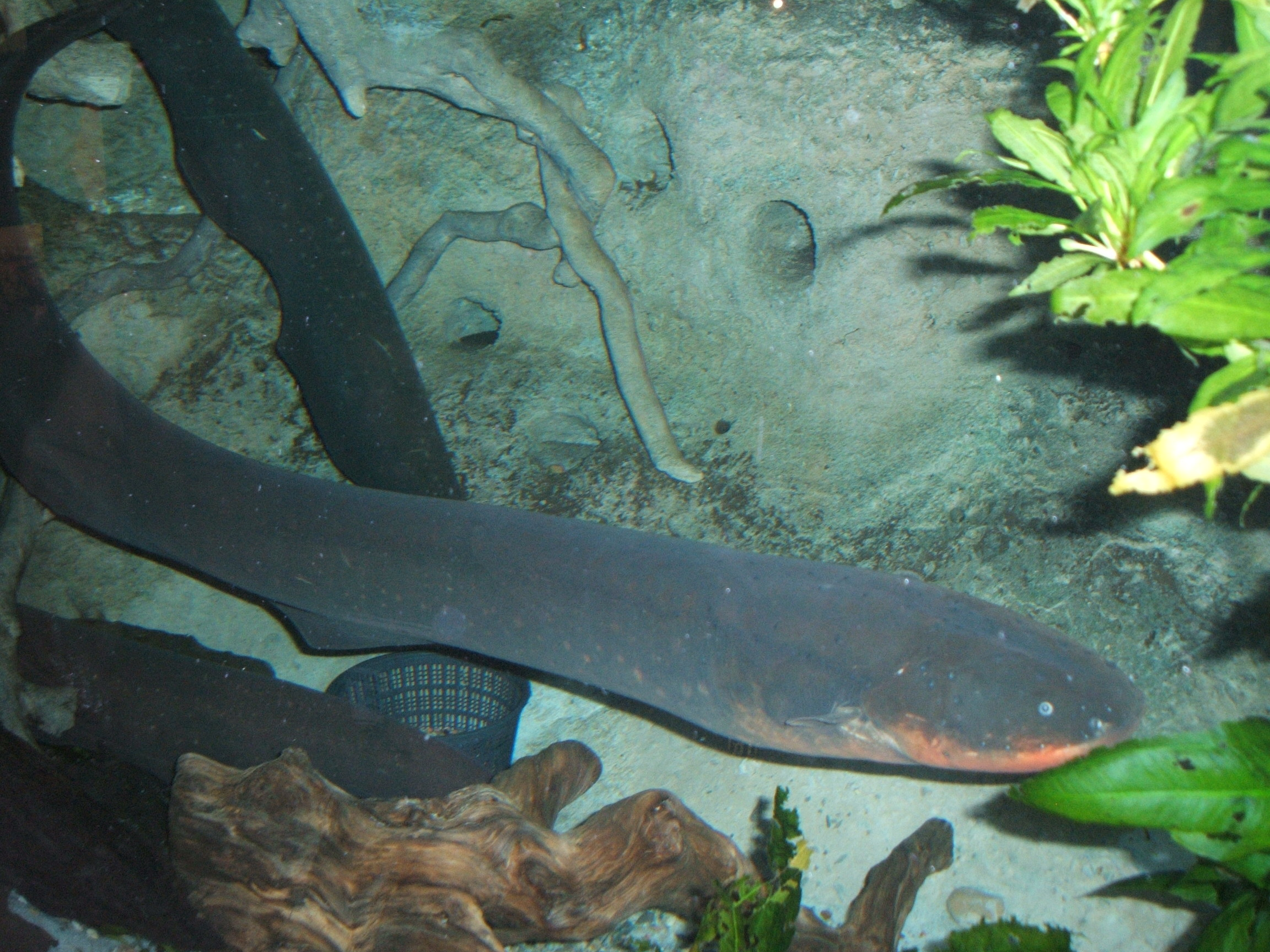
الأنقليس الرعاد (Electrophorus electricus).

إن الكهرباء ليست اختراعًا من اختراعات الإنسان. والدليل على ذلك هو إمكانية ملاحظتها في صور متعددة في الطبيعة، وأبرز هذه الدلائل هو البرق. وعدد كبير من التفاعلات المألوفة والبسيطة، مثل اللمس أو الاحتكاك أو الربط الكيميائي، يحدث نتيجة للتفاعلات بين المجالات الكهربائية على المقياس الذري. ويعتقد البعض أن المجال المغناطيسي لكوكب الأرض ينشأ عن التيارات الدوارة في مركز الأرض والتي تعد مولدًا كهربيًا طبيعيًا.
بعض البلورات، مثل المرو أو حتى السكر، تولد فرقًا في الجهد على أسطحها عندما تتعرض لضغط خارجي. وتعرف هذه الظاهرة باسم الكهرضغطية، وهي مأخوذة من الكلمة اليونانية "πιέζειν" وتعني «يضغط». وقد اكتشف هذه الظاهرة بيير كوري وجاك كوري عام 1880. ويعد هذا التأثير متبادلاً؛ فعندما تتعرض مادة كهرضغطية لمجال كهربائي، يحدث تغيير بسيط في الأبعاد الفيزيائية.
بالإضافة إلى ذلك، تستطيع بعض الكائنات الحية، مثل أسماك القرش، الكشف عن التغييرات التي تحدث في المجالات الكهربائية والاستجابة لها، ويعرف ذلك باسم "الاستشعار الكهربائي". بينما تتمتع بعض الكائنات الحية الأخرى بما يطلق عليه "القدرة على التفريغ الكهربائي" ـ أي أنها تولد جهودًا كهربائية بنفسها كوسيلة لافتراس غيرها من الكائنات أو كسلاح دفاعي لها. ويعتبر الأنقليس الرعاد أشهر مثال على ذلك حيث بوسعه اكتشاف فريسته أو صعقها من خلال تفريغ جهود كهربائية عالية تتولد من خلايا عضلية معدلة تسمى الخلايا الكهربائية. وتقوم الحيوانات جميعها بإرسال المعلومات على امتداد أغشية الخلايا وذلك مع نبضات مشحونة كهربائيًا تسمى جهود الفعل (جهد الفعل) وهي الموجة المتشكلة من التفريغ الكهربائي التي تنتقل من منطقة إلى أخرى مجاورة لها على طول الغشاء الخلوي لأي خلية حية. ووظيفة هذه الجهود تتضمن الاتصال بين الخلايا العصبية والعضلات عن طريق النظام العصبي. تحفز الصدمة الكهربائية هذا النظام، وتتسبب في تقلص العضلات. كما أن جهود الفعل مسؤولة عن تنسيق الأنشطة في مجموعة معينة من النباتات والثدييات.

## المفهوم الثقافي للكهرباء قديمًا
لم تكن الكهرباء تشغل جزءًا رئيسيًا من الحياة اليومية للعديد من الأفراد في القرن التاسع عشر وأوائل القرن العشرين، حتى في الدول الصناعية في العالم الغربي. وبناءً على ذلك، صورت الثقافة الشعبية الكهرباء في هذا الوقت على أنها قوة غامضة وشبه سحرية، وقادرة على قتل الأحياء وإحياء الموتى، أو بتعبير آخر، فهي تستطيع تغيير قوانين الطبيعة. ويظهر هذا الموقف تجاه الكهرباء في الرواية التي كتبتها ماري شيلي بعنوان فرانكنشتاين سنة 1819، وكانت أولى الروايات التي وضعت الصورة المكررة التي تصور عالمًا مجنونًا يقوم بإحياء كائن من رقع من القماش بالقدرة الكهربائية.
علاوةً على ذلك، ومع اعتياد العامة على الكهرباء كقوام الحياة في الثورة الصناعية الثانية، كانت استخداماتها تنصب غالبًا على الجانب الإيجابي، مثل العاملين في مجال الكهرباء الذين «يكونون قاب قوسين أو أدنى من الموت وهم يقطعون الأسلاك الكهربائية ويصلحونها» كما ورد في قصيدة «أبناء مارثا» (بالإنجليزية: The Sons of Martha) للكاتب روديارد كبلينج التي ألّفها عام 1907 وقد برزت جميع أنواع السيارات التي تعمل باستخدام الطاقة الكهربائية بشكل كبير في قصص المغامرات، مثل روايات الكاتب الفرنسي «جول فيرن» أو سلسلة روايات بطل الخيال العلمي «توم سويفت». وقد كان العامة ينظرون إلى كبار الأساتذة في مجال الكهرباء، سواء كانوا أشخاصًا من الواقع أم من وحي الخيال، بما فيهم العلماء مثل توماس إديسون أو تشارلز شتاينمتز أو نيقولا تسلا على أنهم يتمتعون بقدرات تشبه قدرات السحرة.
أما والآن بعد أن صارت الكهرباء أمرًا عاديًا وتقليديًا، وأساسيًا في الحياة اليومية منذ النصف الثاني من القرن العشرين، فلم يعد الأمر يلفت نظر الناس إلا عند توقف الكهرباء عن التدفق، وهو حدث يساوي كارثة بالنسبة لهم. والأفراد الذين يحافظون على تدفقها، مثل البطل المغمور الذي تتناوله الأغنية التي كتبها جيمي ويب "Wichita Lineman" عام 1968، لا يزال يعتبرهم البعض أبطالاً يتمتعون بقدرات تشبه قدرات السحرة.

## وصلات خارجية
- رسم موضّح لكيفية عمل نظام كهربائي في إحدى المنازل الأمريكية.
- الكهرباء حول العالم. نسخة محفوظة 28 مارس 2008 على موقع واي باك مشين.
- المفاهيم الخاطئة المحيطة بالكهرباء.
- الكهرباء والمغناطيسيّة.
- فهم الكهرباء والإلكترونيات في حوالي 10 دقائق.